# Хилл (команда Формулы-1)
Эмбасси Хилл (англ. Embassy Hill) — команда Формулы-1, основанная двукратным чемпионом мира Грэмом Хиллом. Дебютировав в 1973, команда стала полноценным конструктором шасси в 1975 году — году, в котором погиб сам Хилл и ещё 5 членов его команды.

## Предыстория
За год до дебюта собственной команды в Формуле-1, Грэм Хилл при поддержке компании Jaegermeister выставлял свою команду в Формуле-2.

## Формула-1

### Сезон 1973 года
(См. также Формула-1 в сезоне 1973 года)
Перед началом сезона 1972 года Грэм Хилл нашёл титульного спонсора, табачную компанию Embassy, денежные средства которой пошли на покупку шасси DN1 американской команды Shadow. Сам Грэм Хилл совместил обязанности главы команды и её единственного гонщика.
Английский гонщик остановил свой выбор на Shadow по совету Анри Тро, на тот момент секретаря Grand Prix International (GPI). Этот совет имел политическую подоплёку, поскольку GPI конкурировала с Ассоциацией конструкторов, в которую входили основные команды Формулы-1, но не Shadow. Кроме того, американский конструктор сделал самое выгодное предложение, за небольшие деньги предложив команде-новичку актуальное шасси 1973 года. Однако, продав команде Hill шасси, Shadow не поставляла актуальные новинки британской команде по ходу дебютного сезона, в связи с чем в Hill постоянно имели дело с ненадежностью техники. Кроме проблем с надежностью, по ходу дебютного сезона выяснилось, что шасси оказалось тяжело настраиваемым и совершенно не подходило стилю вождения Грэма Хилла.
Дебют команды пришёлся на Гран-при Испании в Барселоне, Грэм Хилл досрочно закончил гонку из-за отказа тормозов. На Гран-при Монако на шасси DN1 стояли устаревшие радиаторы, из-за которых двигатель имел тенденцию перегреваться. Единственный финиш в первой десятке пришёлся на Гран-при Бельгии, Грэм Хилл финишировал на 9 месте с отставанием в 5 кругов от победителя гонки.

### Сезон 1974 года
(См. также Формула-1 в сезоне 1974 года)
По окончании сезона 1973 года Грэм Хилл принял решение отказаться в следующем сезоне от услуг Shadow и заказал автомобиль для сезона 1974 года у компании Lola. Машина T370 стала развитием идей, воплощенных в автомобиле Формулы-5000, и оснащалась силовым агрегатом Cosworth DFV. На деньги табачного спонсора команда Hill выставила уже две машины: напарником Грэма Хилла стал англичанин Гай Эдвардс. На старте сезона главной проблемой команды стал ненадежный силовой агрегат: в первых четырёх гонках машины трижды сходили с трассы из-за перегрева мотора, однако шасси Lola T370 было надежно настолько, что позволяло гонщикам команды добираться в гонках до финиша. На Гран-при Бельгии Грэм Хилл финишировал восьмым, на Гран-при Монако Грэм и Гай Эдвардс заняли седьмое и восьмое места соответственно, а уже на Гран-при Швеции, в Андерстопе, Грэм впервые в истории команды Hill набрал очки, финишировав на шестом месте. Успех Грэма дополнил финиш на седьмом месте Гая Эдвардса. На Гран-при Великобритании в Брэндс-Хэтч Эдвардс попал в аварию и выбыл из гонок Формулы-1, его место заняли Питер Гетин и Рольф Штоммелен. Оба гонщика, равно как и Грэм Хилл, вплоть до конца сезона 1974 года очков больше не набрали.

### Сезон 1975 года
(См. также Формула-1 в сезоне 1975 года)
Перед началом сезона 1975 года команда сменила базу, переехав из Уокинга в Фэлхэм. Грэм Хилл решил продолжать использовать шасси Lola, к сезону 1975 года было разработано новое шасси, T371, при разработке которого были исправлены большинство технических недочётов, выявившихся при эксплуатации прошлогоднего, T370. К примеру, для решения проблемы охлаждения двигателя было скопировано решение Ferrari с расположением радиаторов позади передних колес.
На третьем Гран-при сезона пришёлся дебют нового шасси. Дебют прошёл удачно, Рольф Штоммелен финишировал на седьмом месте.
В апреле 1975 года, накануне внезачетной гонки «Daily Express Trophy» Грэм Хилл изменил название Lola T371 на Embassy Hill GH1. К Гран-при Испании в Барселоне команде подготовила обновления для машины, оснастив его революционным для того времени углепластиковым задним антикрылом. Изменения коснулись не только техники: Грэм Хилл уступил место в машине другому гонщику — французу Франсуа Миго. На Гран-при Рольф Штоммелен стартовал с 9 позиции и благодаря нескольким сходам соперников к 17 кругу впервые в истории Embassy Hill вышел на первую позицию, которую удерживал на протяжении восьми кругов, до своей аварии. В начале 26 круга при подскоке на кочке с машины Штоммелена сорвало антикрыло, и гонщик потерял управление. Неуправляемая машина перелетела через отбойники и похоронила под обломками фотографа и троих судей, сам гонщик получил небольшие травмы. На Гран-при Монако Грэм Хилл вернулся за руль гоночной машины, но не смог пройти квалификацию и не стартовал в гонке. После этого английский гонщик, двукратный чемпион мира, победитель пяти Гран-при Монако принял решение завершить свою гоночную карьеру в Формуле-1. Несмотря на это решение, накануне Гран-при Великобритании в Сильверстоуне Грэм Хилл проехал несколько кругов по трассе перед домашними трибунами. На Гран-при Бельгии место Грэма Хилла занял 23-летний Тони Брайз, считавшийся в то время самым перспективным гонщиков из Великобритании, его напарником стал австралийский гонщик Верн Шуппан. Спустя некоторое время место последнего занял другой гонщик из Австралии, будущий чемпион мира Алан Джонс. Именно Алан Джонс на Гран-при Германии принёс команде самый лучший финиш в её истории — 5-е место.

## Гибель команды
В ноябре 1975 года с тестов в Ле-Кастелле в Англию возвращались Грэм Хилл, Тони Брайз, конструктор Столлмэн и трое механиков — Терри Ричардс, Рэй Бримбл и Тони Элкок. Грэм Хилл находился за штурвалом. Самолёт благополучно пересек Ла-Манш и взял курс на аэропорт «Элстри» на западной окраине Лондона. За несколько километров до столицы Великобритании самолёт попал в полосу густого тумана, видимость резко упала. Скорее всего, из-за сильного встречного ветра было израсходовано все топливо, и Грэму Хиллу пришлось совершить вынужденную посадку. При заходе на посадку самолёт зацепил верхушки деревьев, рухнул на землю и взорвался. Все пассажиры погибли. Через несколько месяцев после катастрофы большая часть имущества команды Embassy Hill была продана канадскому миллионеру Вальтеру Вольфу, средства от продажи пошли на компенсации родственникам погибших членов британской команды.

## Спонсоры
За год до своего дебюта в Формуле-1 в качестве владельца собственной команды, зимой 1972 года, Грэм Хилл договорился о спонсорской поддержке с компанией W.D. & H.O. Wills Holdings Limited, владевшей табачным брендом Embassy, которая в то время спонсировала международный чемпионат по ралли-кроссу. Спонсорский контракт был заключён на три года, начиная с сезона 1973 года. Так как Embassy стала титульным спонсором команды, последняя получила название Embassy Hill Racing. Машины команды были выкрашены в фирменные бело-красные цвета табачного бренда.